# Chrik
Le chrik est une petite brioche algérienne,, légère et très aérée, à base de farine et de sésame, parfumée à l'eau de fleur d'oranger.

## Origine
Cette brioche est originaire du Constantinois,, plus précisément de la ville de Constantine.

## Consommation
Le chrik est consommé en accompagnement du café.

## Tradition
Avec la salade de fruits et le mhalbi, le chrik fait partie du smat, coutume constantinoise réunissant ces trois spécialités. Cette tradition est réalisée durant les nuits du mois sacré du ramadan et à la fin des festivités nuptiales constantinoises.